# この私、クラウディウス
『この私、クラウディウス』（このわたし、クラウディウス、I, Claudius）は、イギリスの詩人ロバート・グレーヴズの小説。1934年5月にイギリスのアーサー・バーカー社、アメリカ合衆国のハリソン・スミス社で出版された。続編に『神、クラウディウスとその妻メッサリーナ』（Claudius the God）がある。
世界各国語に訳されベストセラーになったほか、1976年にはBBCによってデレク・ジャコビの主演で連続テレビドラマ化された。作品自体高い評価を受けてプライムタイム・エミー賞 作品賞 (ミニシリーズ部門)にノミネートされた。
第4代ローマ皇帝であるクラウディウスによる全34巻の自伝の形式をとった歴史小説で、ユリウス＝クラウディウス朝の一員として権力の中枢から元首政初期を描いている。
語り手であるクラウディウスはその身体的欠陥により第3代皇帝カリグラが暗殺されるまで元首候補と見なされることはなく、元首家の一員でありながら政争に巻き込まれることが無かった。政務官職についてもやはり身体的欠陥を理由としてほとんど就任することはなく、歴史家として『エトルリア史』や『カルタゴ史』といった歴史著述を行なっていた。またこの2作同様現存はしていないが自伝を書いたことも知られており、こうした歴史的な事実を踏まえて本作は、この現存しない自伝では表立って語れなかった真実を未来の人間に向けて述べた、2冊目の自伝として描かれている。
史実で歴史著述を行なったクラウディウスに、同姓同名の人物が多くいたため著述の際苦労したと語らせ、読者の便宜のためにドルススやユリアといった物語に多く登場する人名に対して「カストル」や「ヘレネ」といった独自の名前を与えることで、同じ名前で人物を混同することがないよう工夫している。
原則としてこの時代についての最も重要な資料であるタキトゥス『年代記』とスエトニウス『ローマ皇帝伝』に基づきながらも大胆な解釈を加え、小説としての物語性を確保している。また冒頭に登場する「髪多き男」に代表される多くの劇中予言が物語に魅力を加えている。

## 登場人物
歴史小説という性格上実在の人物が多く登場するが、以下は原則として小説の設定に基づく。小説に描かれていない点や小説とは異なる史実を記す際にはそのように注記する。実際の人物はリンク先の各記事を参照。
クラウディウス
第4代ローマ皇帝で本作の主人公、語り手。吃音症であり、病弱で片足をいつも引きずっている。共和主義者。
アウグストゥス
ローマ帝国の初代元首。明るく開放的な性格の持ち主。クラウディウスの才能を一定に評価しており、クラウディウスは敬愛していた。妻リウィアによって暗殺される。
アグリッパ
アウグストゥスの親友にして片腕。後継者候補ともなった。リウィアによって暗殺される。
アグリッピーナ
アグリッパの娘、アウグストゥスの孫でゲルマニクスの妻。
アグリッピニッラゲルマニクスとアグリッピーナの娘でクラウディウスには姪にあたる。小説では描かれていないがのちに皇帝ネロの母となり、クラウディウスの最後の妻となる。
アテノドロスクラウディウスのギリシア人家庭教師でストア派の哲学者。クラウディウスの才能を高く評価し、クラウディウスに大きな影響を与えた。のちに小アジアの故郷へ戻りその地で没した。
アントニアクラウディウスたちの母。終始クラウディウスを評価しなかった。
ウルグラニアリウィアの親友にして陰謀の盟友。貴族女性の告解師の立場を利用し毒殺に荷担した。
ウルグラニッラウルグラニアの孫でクラウディウスの最初の妻。知性も教養も持たず、体が大きく力も強い。クラウディウスとの夫婦仲は良くなかったがクラウディウスの能力は理解していた。
ガイウスアグリッパとユリアの息子。若くして後継者候補となり尊大な態度を示していた。リウィアによって暗殺される。
カストルティベリウスの息子でポストゥムスの恋敵。粗暴で単純ではあるが裏表の少ない性格でゲルマニクスを敬愛していた。セイヤヌスの姦策によって暗殺される。
カッシウス・カエレア
ローマ軍の兵士。最初にクラウディウスが主催した剣闘士試合に飛び入りで参加し、ローマを侮辱したゲルマン人捕虜と対戦した。その後ゲルマニクスのもとで百人隊長を務め、ゲルマニアの軍団暴動の際にはアグリッピーナらの軍団からの避難に護衛として同行した。このとき幼いカリグラはカエレアに背負われていた。しばらくすると親衛隊に所属し、カリグラのもとで部隊長を務めていたが、カリグラの悪政に対して暗殺の首謀者の一人となった。
カミッラクラウディウスの初恋の少女。互いに惹かれあっていたが婚約の日に何者かに暗殺される。
カリグラ
ゲルマニクスの息子でクラウディウスの甥。幼少期をゲルマニアの軍団で過ごし、軍団のマスコットとして扱われていた。その性格は残虐を含み、他者に対しては卑屈であるか尊大であるかの両極端の態度を示す。ティベリウスやリウィアに卑屈な態度で接し、第3代の元首に就任する。元首就任後は半ば狂気に陥り数々の暴政を行った。この結果親衛隊によって暗殺された。
ゲメッルスカストルの息子だがセイヤヌスとリウィッラの不義の子と疑われている。地味で控えめな性格であったがカリグラ元首就任後殺害される。
クレメンス
ポストゥムスの解放奴隷。ポストゥムスの追放後、真相を知ったアウグストゥスがプラナシア島へ渡った際同行し、アウグストゥスによって公にポストゥムスの名誉が回復されるまでの間、島に残りポストゥムスの影武者を務めた。その後ポストゥムスが公的に許される前にアウグストゥスは暗殺され、入れ替わっていたことを知らないクリスプスによってポストゥムスとして殺された。
ゲルマニクス
クラウディウスとリウィッラの兄で父ドルススが死んだあとは父親代わりも務めた。人格者であり、軍事の才能にも恵まれた偉大な人物で民衆の人気も高かった。共和主義者で個人的な権力に興味を示すことはなかった。アジアにおいて不吉な兆候の中で急死する。
セイヤヌス
ティベリウスの下での親衛隊司令官。悪しき人物で自らの権力のために様々な陰謀を企てた。クラウディウスに対しては利用価値を認めてか親しく接していたがクラウディウスは嫌っていた。ティベリウスに忠誠を尽くし強大な権力を握るが失脚、処刑された。テレビドラマではパトリック・スチュワートが演じた。
ティベリウス
クラウディウスの叔父で第2代元首。陰気で内向的な性格ではあるが才能に恵まれ、優れた軍司令官だった。弟ドルススの急死を母リウィアによる暗殺と疑い、それ以後恐怖から母に従属する。アウグストゥスの没後元首に就任する。元首就任後は母と距離を置き、セイヤヌスを側近として重用するとその影響を強く受けるようになる。カプリ島に少数の友人のみを連れ隠棲し退廃的な生活を送ったが、セイヤヌスとリウィッラの密通を知り、セイヤヌスを失脚させた。
トラシッルスティベリウスの友人で占い師。その予言は正確であり外れることはない。
ドルスス
クラウディウスたちの父でティベリウスの弟。全てに秀でた偉大な人物で共和主義者であったがゲルマニアで急死した。
ドルスス
ゲルマニクスの息子でネロの弟。両親とは異なり悪しき性格の持ち主。兄を排し自らがティベリウスの後継者となるべくセイヤヌスに協力する。
ネルウァ元老院議員で法律学者。ティベリウスの友人でよい影響を与えることのできた数少ない人物。小説では語られていないが後に五賢帝に数えられる皇帝ネルウァの祖父にあたる。
ネロゲルマニクスの長男で才覚はともかく父から好ましい性格を引き継いでいる。セイヤヌスの姦策によって殺害される。
ポストゥムス
アグリッパとユリアの息子でアウグストゥスの孫。クラウディウスにとってのよき兄貴分。腕力が強く少々粗暴な面もあるが開放的な性格で、クラウディウスに対しては幼少の頃からいつも守ってやるなど面倒を見ていた。クラウディウスの才能をゲルマニクス同様高く評価しており、クラウディウスにとっても最も親しい友人であった。クラウディウスの姉リウィッラに思いを寄せていたが、ティベリウスの競争者となった時そのことを利用され追放された。その後ゲルマニクスとクラウディウスの尽力でアウグストゥスの誤解を解き、和解。改めてアウグストゥスの後継者として遺言状に記された。しかしその直後アウグストゥスは暗殺され、ポストゥムスに入れ替わっていたクレメンスは処刑された。ポストゥムスはしばらく潜伏したのち父アグリッパを尊敬する水兵達を味方につけローマに入るが、クリスプスの罠にかかり逮捕、偽ポストゥムスとして処刑された。
ポッリオ元老院議員で歴史家。リウィウスとの歴史についての論争では「ありのままの歴史」の立場を代表する。
マルケッルス
アウグストゥスの後継者候補でアグリッパの競争者。若くしてその立場に着いたため傲慢な態度を示し始めていた。リウィアに暗殺される。
メッサリーナクラウディウスの3番目の若い妻。小説中ではまだ姦婦として描かれていない。
ユリアアウグストゥスの娘。
ユリッラユリアの娘。
リウィア・ドルシッラ
クラウディウスの恐るべき祖母でアウグストゥスの妻。非常に権勢欲が強く、政治のためならば手段は問わない。親友であるウルグラニアと共謀してクラウディウスの祖父でリウィアの最初の夫であったティベリウス・ネロを毒殺。以後マルケッルス、アグリッパ、ガイウス、ルキウス、アウグストゥスらを毒殺した。またユリア、ユリッラ、ポストゥムスを謀略によって追放し、息子のティベリウスにローマの支配権が握られるように仕向けた。恐ろしい手段を用いながらもリウィアの政治的能力は非常に優れており、ローマに安定をもたらした。しかしティベリウスの治世になると息子との仲は険悪なものとなり、目に見えない対立を深めるようになる。クラウディウスに対しては常に嫌悪を示し晩餐も共にすることはなかったが、自らの死の直前に突如クラウディウスを晩餐に招いた。その席で罪の応報から逃れるために神格化を求めていることを語り、クラウディウスに神格化に尽力することを約束させた。クラウディウスはこれと交換に自分の知らなかったリウィアの行なってきた歴史の暗部を知ることになった。
リウィウス
ローマの歴史家。ポッリオとの歴史についての論争では「役に立つ歴史」の立場を代表する。
リウィッラ
クラウディウスの1歳年上の姉。幼少期から悪戯をするためクラウディウスは嫌っていた。ポストゥムスの想い人だがカストルと恋仲となり結婚。その後ポストゥムスの感情を利用し、ポストゥムス追放の策略に荷担した。ティベリウス治下、セイヤヌスと不義の関係を結び夫カストルを殺害。セイヤヌス失脚後、母アントニアによって餓死させられた。
ルキウスガイウスの弟。兄同様尊大な態度を示していたが、リウィアによって暗殺された。

## 日本語版
- ロバート・グレーヴズ『この私、クラウディウス』（多田智満子・赤井敏夫訳、みすず書房、2001年）